# Dartford Football Club
El Dartford Football Club es un equipo de fútbol de Inglaterra que juega en la National League South, la sexta liga de fútbol más importante del país.

## Historia
Fue fundado en el año 1888 en la ciudad de Dartford por miembros de la Dartford Working Men's Club, done inicialmente jugaban solo partidos amistosos. El club pronto competiría en torneos de copa, alcanzando la final de la Kent Senior Cup en 1894. Posteriormente, Dartford fue uno de los miembros fundadores de la Kent League en la temporada 1894–95, e ingresó a la FA Cup por primera vez al año siguiente.
Dos años después se convirtieron en miembros fundadores de la Southern League Division Two, ganando el título en su primera temporada. El club se movió entre la Southern y la Kent Leagues varias veces en las temporadas siguientes, bajando a la West Kent League en los años de 1900s, seguido por problemas financieros. Así mismo, crearon su primera sede permanente, el Summers Meadow en Lowfield Street.
En la temporada 1908–09, Dartford ganó la West Kent League y la Copa, obteniendo el 'doblete' y reingresó a la Kent League antes del receso por la Primera Guerra Mundial. En 1913 Dartford hizo un viaje corto a Noruega, terminando con una victoria de 6–1 ante el Norway XI.

## Palmarés
- Triunfos de Play-Off: 1

2011–12
- Isthmian League Premier Division: 1

2009–10
- Isthmian League Division One North: 1

2007–08
- Southern League: 4

1930–31, 1931–32, 1973–74, 1983–84
- Southern League (Eastern): 2

1930–31, 1931–32
- Southern League Southern Division: 1

1980–81
- Southern League Division Two: 1

1896–97
- Southern League Cup: 3

1976–77, 1987–88, 1988–89
- Southern League Championship Match: 3

1983–84, 1987–88, 1988–89
- Kent Senior Cup: 10

1930–31, 1931–32, 1932–33, 1934–35, 1946–47, 1967–70, 1972–73, 1986–87, 1987–88, 2010–11
- Kent Senior Trophy: 1

1995–96
- Kent Football League Cup: 1

1924–25
- Inter-League Challenge Match: 1 1973–74 (venció al Boston United (NPL) 5–3 en el global)

## Gerencia

### Dartford FC (1992) Limited
Presidentes: Bill Archer & Dave Skinner 

Vice-Presidentes: Steve Irving 

Presidente Vitalicio Honorario: Michael Brett-Smith 

Secretario de la Compañía: David Boswell 

Secretario de Fútbol: Peter Martin 

Secretario General: Nicola Collett 

Oficiales de Seguridad: Dave Skinner & Paul Davey 

Directores: Bob Blair;Mark Brenlund; Tony Burman; Harry Extance; Dave Francis; Norman Grimes; Jeremy Kite; Jason Outram.

Editor de Programa: Tony Jaglo

### Dartford Football Club Supporters Association
Presidente: Ken Humphrey 

Vice-Presidente: Michael How 

Tesorero:Ron Dale 

Secretario:Scott McKinnon